# عادل سلیمی
عادل سلیمی (عربی: عادل السليمي؛ زادهٔ ۱۶ نوامبر ۱۹۷۲) یک بازیکن فوتبال اهل تونس است.

## تیم ملی
وی همچنین در تیم ملی فوتبال تونس بازی کرده است.